# Stazione di Piona
La stazione di Piona è una stazione ferroviaria posta sulla linea Tirano-Lecco. La stazione è situata a Corte, una frazione di Colico, nei pressi dell'Abbazia di Piona.

## Storia
La stazione fu inaugurata nel 1894, all'apertura della tratta da Bellano a Colico.

## Strutture ed impianti
Il fabbricato viaggiatori è un edificio a due piani in classico stile ferroviario, impreziosito dalle decorazioni in cotto tipiche della linea.

La stazione conta due binari per il servizio passeggeri con possibilità di incrocio dei convogli.

## Movimento
La stazione è servita dai treni regionali in servizio sulla tratta Calolziocorte-Lecco-Colico-Sondrio, eserciti da Trenord a cadenza oraria.

## Servizi
La stazione dota di:
- Sala d'attesa con monitor partenze
- Annuncio sonoro arrivo e partenza treni
- Parcheggio auto e moto
- Sottopassaggio pedonale